# Maison Jeanneret
Ne doit pas être confondu avec Villa Jeanneret-Perret.
La Maison Jeanneret (ou Villa Jeanneret-Raaf) a été construite entre 1923 et 1925 par Le Corbusier et Pierre Jeanneret. Elle est considérée aujourd'hui comme un exemple prestigieux d'architecture moderne en France, dans lequel on trouve pour la première fois l'expression architecturale des cinq points pour une architecture nouvelle. C'est également pour Le Corbusier l'occasion de développer avec la villa son idée de promenade architecturale : « C'est en marchant, en se déplaçant que l'on voit se développer les ordonnances de l'architecture ».
La Maison Jeanneret est jumelée avec la Maison La Roche, mais contrairement à cette dernière, elle ne se visite pas puisqu'elle abrite aujourd'hui la Fondation Le Corbusier. Les deux bâtisses sont classées monument historique depuis 1996. Le site est aussi inscrit avec 16 autres œuvres architecturales de Le Corbusier, au patrimoine mondial de l'UNESCO en 2016.
Ne doit pas être confondu avec la villa Jeanneret-Perret (dite aussi « Maison blanche ») située à La Chaux-de-Fonds en Suisse.

## La commande
Le Corbusier et son cousin Pierre Jeanneret, a d'abord envisagé de construire un grand ensemble architectural, mais développe finalement
un  projet pour deux maisons voisines, mais présentant des programmes différents : 
- l'une des maisons doit abriter une famille avec enfants et comporte un grand nombre de pièces, c'est la « Maison Jeanneret » qu'occupera Albert Jeanneret, le frère de Le Corbusier, son épouse Lotti (née Rääf) (sv) et leurs deux filles ;
- l’autre maison est destinée à un collectionneur célibataire Raoul Albert La Roche, propriétaire d'une collection de peinture. C'est la « Maison La Roche ».

Les exigences d'Albert concernant le programme immobilier n’autorisent aucun espace perdu, malgré un plan beaucoup plus dense que celui de la Maison La Roche.

## La maison

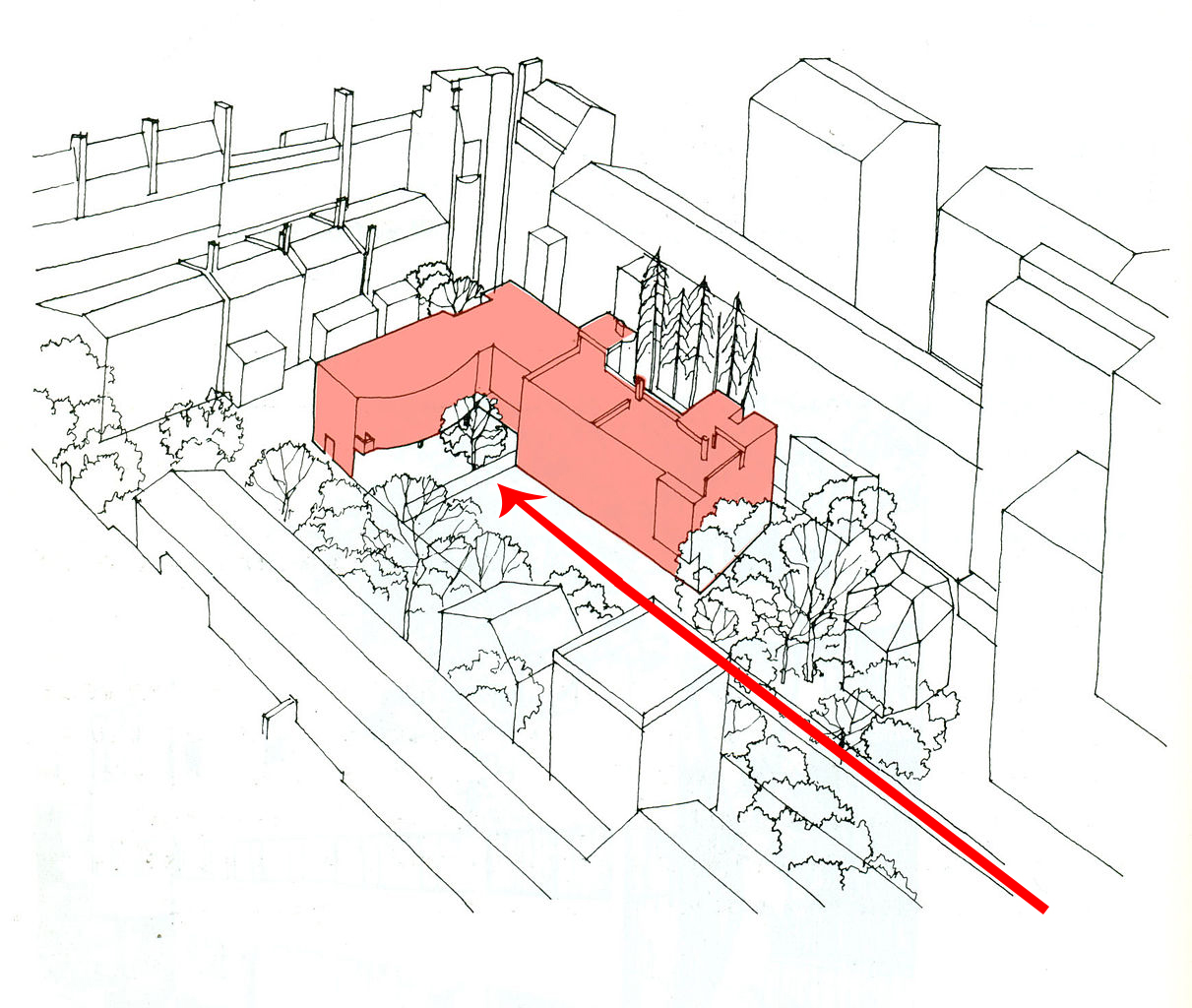
Positionnement des maisons Jeanneret et La Roche dans le square du Docteur-Blanche.

La Maison Jeanneret se situe au 8, square du Docteur-Blanche à Paris, sur un terrain situé à l'extrémité sud d'une impasse. Pour cette commande Le Corbusier expérimente pour la première fois le concept de « plan retourné » qui renverse la disposition traditionnelle de la maison. Ainsi, le jardin occupe désormais le sommet du bâtiment au lieu de sa base. L'étage réservé aux espaces de vie et de réception gagne le dernier niveau juste sous le toit-terrasse.

## Classement à l'UNESCO
La candidature de plusieurs sites construits par Le Corbusier (dont la maison) au patrimoine mondial de l'UNESCO a déjà été refusée en 2009 puis en 2011 en raison d'une liste trop longue et l’absence du site de Chandigarh en Inde,. Un nouveau dossier de candidature tenant compte des différentes remarques est déposé fin janvier 2015 et proposé lors de la 40e session du Comité du patrimoine mondial qui se tient à Istanbul (Turquie) du 10 au 17 juillet 2016. L'ensemble est finalement classé le 17 juillet 2016.